# Sega ST-V Titan
La ST-V (Sega Titan Video) fue una placa para sistemas arcade lanzada por Sega en 1994. Aunque en aquella época existía bastante hardware para arcades, el hardware de la ST-V destacaba en que era idéntica a la videoconsola de Sega, la Sega Saturn, siendo la única diferencia en que la Saturn utilizaba CD para almacenar los juegos mientras que la ST-V utilizaba cartuchos. Esto permitió que hubiera muchos ports fieles al arcade en la consola, sin embargo, el sistema no tuvo el éxito que Sega esperaba. La mayoría de los títulos de la ST-V fueron lanzados sólo en Japón.
El primer título de Sega para ST-V, Sports Fishing, fue programada con ROM Board y Laserdisc que fue publicada al mercado en julio de 1994, la secuela del juego de pesca, Sport Fishing 2, fue publicado en formato cartucho y CD-ROM para ST-V en 1995.

## Especificaciones Técnicas de la ST-V
- CPU principal: 2 procesadores Hitachi SH-2 a 28.6 MHz en una configuración maestro/esclavo.
- Una unidad de control modificable para la Saturn (SCU): Coprocesador matemático en coma flotante.
- VPD1: Un procesador encargado de los gráficos de 32 bits. Maneja la visualización de los sprites y los polígonos. Contiene un doble framebuffer de 256 KB para efectos de rotado y escalado. Además, puede realizar un mapeado de texturas y Gouraud shading (método para simular la iluminación). Contiene una caché de 512 KB para las texturas.
- VDP2: Un procesador encargado de los gráficos de 32 bits para los planos de scroll y los fondos. Permitía efectos de transparencias, sombreado, cinco fondos de scroll simultáneos y dos superficies simultáneos de rotado.
- CPU de Sonido: Motorola 68000 a 11.45 MHz
- Chip de Sonido: Yamaha YM292-F SCSP a 11.3 MHz
- RAM principal: 2MB
- VRAM: 1.54MB
- Audio RAM: 512KB
- Media: Cartucho (Estándar), ROM Board (Sports Fishing, Batman Forever), CD-ROM (Sport Fishing 2), Laserdisc (Sports Fishing)

## Lista de todos los juegos de ST-V
- All Japan Pro Wrestling Featuring Virtua (1997)
- Aroma Club (1997)
- Astra SuperStars (1998)
- Aura Syashin Club (1997)
- Baku Baku Animal (1995)
- Baseball Stadium (1999)
- Batman Forever: The Arcade Game (1996)
- Black Jack (1998)
- Bingo Fantasy (1996)
- Bingo Planet (1997)
- Calendar Club (1997)
- Card Groovy 1999 Summer Version (1999)
- Challenge Golf (1999)
- Choro Q Hyper Racing 5 (1999)
- Columns '97 (1996)
- Cotton 2 (1997)
- Cotton Boomerang (1998)
- Crusher Critter / Tatakot (1995)
- Danchi de Hanafuda: Okusan Yoneya Desu yo! (1999)
- Danchi de Quiz: Okusan 4-taku Desu yo! (2000)
- Dancing Fever (2000)
- Dancing Fever Gold (2001)
- Decathlete (1996)
- Die Hard Arcade / Dynamite Deka (1996)
- Doraemon Crayon Kids (2000)
- Ejihon Tantei Jimusyo (1995)
- Fantasy Zone (medal game) (1999)
- Final Fight Revenge (1999)
- Funky Head Boxers (1995)
- Golden Axe: The Duel (1995)
- Groove on Fight (1997)
- Guardian Force (1998)
- Hamtaro Crayon Kids (2002)
- Hanagumi Taisen Columns: Sakura Wars (1997)
- Hashire Patrol Car (2001)
- Hello Kitty Crayon Kids (2000)
- Hyper Skateboard (1999)
- Karaoke Quiz Intro Don Don! (1996)
- Magical Zunou Power (1996)
- Mausuke no Ojama the World (1996)
- Maru-Chan de Goo!! (1997)
- Mickey & Minnie Crayon Kids (2000)
- Microman Battle Charge (1999)
- Mogu Rapper (1999)
- Movie Club (1997)
- Name Club (1996)
- Nerae! Super Goal (1998)
- Othello Shiyouyo (1998)
- Paopao Catcher (1998)
- Pebble Beach: The Great Shot (1996)
- Peeping Adventure Mirror Bad Batsumaru's Gorgerous Town (1997)
- Pokeberu Haya Oshi Pipopa (1997)
- Pokémon Crayon Kids (2001)
- Print Club 2 (1997)
- Pro Mahjong Kiwame S (1995)
- Purikura Daisakusen (1996)
- Puyo Puyo Sun (1996)
- Puzzle & Action: Sando-R (1995)
- Puzzle & Action: Treasure Hunt (1997)
- Radiant Silvergun (1998)
- Sea Bass Fishing (1998)
- Shanghai: The Great Wall / Shanghai Triple Threat (1995)
- Shienryu (1997)
- Sky Challenger (2000)
- Soreike Anpanman Crayon Kids (2000)
- Soukyugurentai / Terra Diver (1996)
- Sports Fishing (1994)
- Sport Fishing 2 (1995)
- Steep Slope Sliders (1998)
- Stress Busters (1998)
- Suiko Enbu / Outlaws of the Lost Dynasty (1995)
- Super Major League / Final Arch (1995)
- Taisen Tanto-R Sashissu!! (1998)
- Techinical Bowling (1997)
- Tecmo World Cup '98 / Tecmo World Soccer '98 (1998)
- Touryuu Densetsu Elan-Doree / Elan Doree: Legend of Dragoon (1998)
- Virtua Fighter Kids (1996)
- Virtua Fighter Remix (1995)
- Virtual Batting (1994)
- Virtual Mahjong (1997)
- Virtual Mahjong 2: My Fair Lady (1998)
- Waku Waku Shinkansen (1997)
- Waku Waku Syobosya (1998)
- Wanpaku Safari (1998)
- Winnie the Pooh Crayon Kids (2000)
- Winter Heat (1997)
- Yatterman (1997)
- Yatterman Plus (1998)
- Zenkoku Seifuku Bishoujo Grand Prix: Find Love (1997)